# Liste des organisations ethniques armées de Birmanie

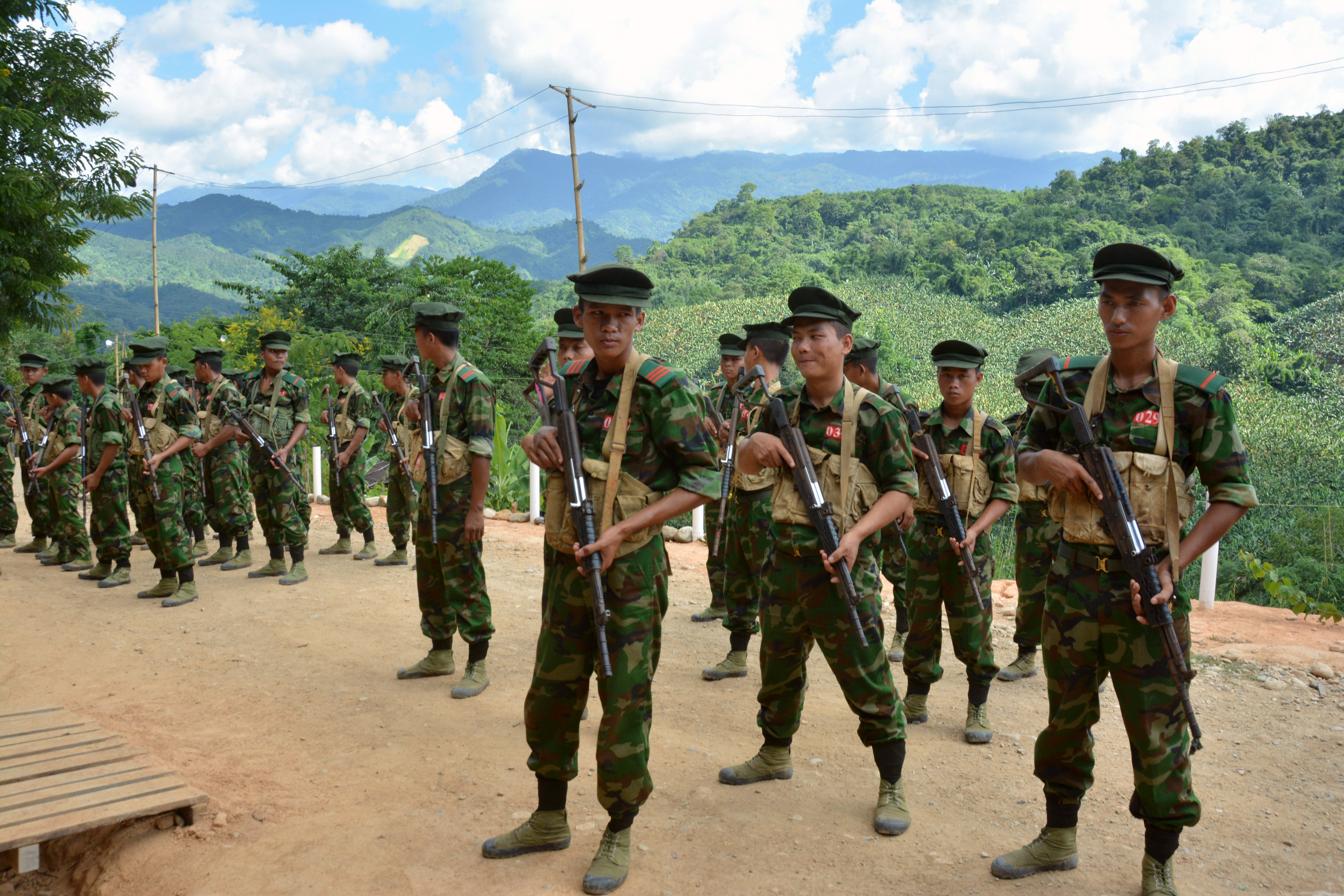
Des cadets de l'Armée pour l'indépendance kachin (KIA) se préparent à des exercices militaires au quartier général du groupe à Laiza, dans l'État kachin.

Voici une liste des groupes armés non étatiques impliqués dans le conflit interne en Birmanie, officiellement appelés organisations ethniques armées (OEA) par le gouvernement de la Birmanie.

## Terminologie
Le terme « organisation ethnique armée » (birman : တိုင်းရင်းသား လက်နက်ကိုင် အဖွဲ့အစည်း) est apparu en Birmanie lors des négociations de l'Accord national de cessez-le-feu de 2013 à 2015. Divers autres termes, notamment « organisation ethnique », « force de résistance ethnique » et « groupe rebelle ethnique » sont également utilisés pour décrire des organisations ethniques armées. Ces organisations :
- prétendent représenter une identité ethnique
- visent à obtenir une reconnaissance mutuelle de la part d'autres organisations ethniques armées par le biais d'alliances et de coalitions
- ont une branche armée, et souvent une branche politique distincte

## Organisations ethniques armées actives
| Nom                                                               | Abréviation                                | Fondation | Force | Quartier général                                                                                           | Emplacement | Affiliations | Remarques |
| ----------------------------------------------------------------- | ------------------------------------------ | --------- | --- | --- | --- | --- | --- |
| Armée d'Arakan                                                    | AA                                         | 2009      | Plus de 15 000 (revendiqué en mai 2024) Plus de 15 000 dans les États Chin et d'Arakan, environ 1 500 dans les États kachin et shan (estimation en février 2024) | Laiza | État Chin État kachin État d'Arakan État shan Frontière entre le Bangladesh et la Birmanie Frontière entre l'Inde et la Birmanie | • Aile armée de la Ligue unie d'Arakan • Membre de l'Alliance des Trois Fraternités • Membre de l'Alliance du Nord • Membre du Comité fédéral de négociation et de consultation politique (en)                                       | |
| Armée d'Arakan (État de Kayin) (en)                               | AA (Kayin)                                 | 2010      | 350 (en 2024) | Quartier général mobile                                                                                    | État Karen | • Aile armée du Conseil national d'Arakan (en) • Membre du Conseil fédéral des nationalités unies (en) | |
| Front démocratique des étudiants birmans (en)                     | ABSDF                                      | 1988      | 600 (en 2016) | Manerplaw (jusqu'en 1995)                                                                                  | Frontière entre la Birmanie et la Thaïlande Frontière entre l'Inde et la Birmanie Frontière entre la Chine et la Birmanie        | | Rejoint le Comité représentant l'Assemblée de l'Union (CRPH) et le Gouvernement d'unité nationale (NUG) après le coup d'État de 2021 en Birmanie |
| Armée de libération de l'Arakan (en)                              | ALA                                        | 1968      | 100 (en 2024) | Sittwe | État Karen État d'Arakan | Aile armée du Parti de libération de l'Arakan (en) | • Proches alliés de l'Union nationale karen • Rejoint le CRPH et le NUG après le coup d'État de 2021 en Birmanie • Plusieurs factions sont alliées à la Tatmadaw |
| Armée des rohingyas d'Arakan                                      | ARA                                        | 2020      | Inconnu | Quartier général mobile                                                                                    | État d'Arakan Frontière entre le Bangladesh et la Birmanie                                                                       | | |
| Armée du salut des Rohingya de l'Arakan                           | ARSA                                       | 2013      | Environ 200 (en 2018,) | Quartier général mobile                                                                                    | État d'Arakan Frontière entre le Bangladesh et la Birmanie                                                                       | | • Anciennement connu sous le nom de Harakah al-Yaqin • Accusé d'être allié à la Tatmadaw |
| Armée du léopard noir                                             | BLA                                        | 2021      | Environ 700 | District de Yinmabin (en)                                                                                  | Région de Sagaing | | |
| Armée de libération du peuple bamar                               | BPLA                                       | 2021      | Plus de 1 000 | Quartier général mobile                                                                                    | Birmanie orientale | | Co-fondé par l'activiste Maung Saungkha (en) |
| Armée nationale Chin                                              | CNA                                        | 1988      | Plus de 1 500 (en 2024) | Camp Victoria                                                                                              | État Chin | • Aile armée du Front national Chin (en) • Membre du Conseil fédéral des nationalités unies (en) (UNFC) | Rejoint le CRPH et le NUG après le coup d'État de 2021 en Birmanie |
| Force de défense nationale Chin                                   | CNDF                                       | 2021      | Inconnu | Falam | État Chin | Branche armée de l'Organisation nationale Chin | |
| Force de défense du Chinland                                      | CDF                                        | 2021      | Inconnu | Quartier général mobile                                                                                    | État Chin Région de Magway Région de Sagaing Frontière entre l'Inde et la Birmanie                                               | | |
| Armée bouddhiste démocratique Karen – Brigade 5 (en)              | DKBA-5                                     | 2010      | Plus de 2 000 (en 2024,) | Sonesee Myaing                                                                                             | Canton de Myawaddy État de Kayin                                                                                                 | Aile armée de l'organisation Karen de Klohtoobaw | • Également connue sous le nom d'Armée bienveillante démocratique karen • Se sépare de l'Armée bouddhiste démocratique Karen (en) en 2010 • Rejoint les pourparlers de paix avec la Tatmadaw, conduisant l'armée de Kaw Thoo Lei à se séparer davantage du DKBA-5 en avril 2022 pour combattre la Tatmadaw |
| Armée de libération du peuple Danu                                | DPLA                                       | 2022      | Environ 500 | | Zone auto-administrée Danu État shan                                                                                             | | |
| Golden Valley Warriors                                            | GVW                                        | 2025      | | | | | |
| Armée de défense Kachin (en)                                      | KDA                                        | 1991      | 2 850 (en 2020) | Kawnghka (en)                                                                                              | État shan | | • Il s'agit à l'origine de la 4e brigade de l'Armée pour l'indépendance kachin • Se réorganise en milice pro-Tatmadaw en 2010 |
| Armée pour l'indépendance kachin                                  | KIA                                        | 1961      | 20 000 (en 2018) | Laiza Pajau (en) (jusqu'en 2005)                                                                           | État kachin nord de l'État shan                                                                                                  | • Branche armée de l'Organisation pour l'indépendance kachin (en) • Membre du Conseil fédéral des nationalités unies (en) • Membre de l'Alliance du Nord • Membre du Comité fédéral de négociation et de consultation politique (en) | Détient et gouverne le territoire de l'État kachin |
| Organisation de libération Kamtapur                               | KLO                                        | 1995      | Inconnu | Taga, dans la région de Sagaing (jusqu'en 2019)                                                            | Région de Sagaing Frontière entre l'Inde et la Birmanie                                                                          | Membre du United National Liberation Front of Western South East Asia (UNLFWSEA) | Basé en Inde et opérant dans l'Assam et le Bengale-Occidental |
| Armée nationale karen (en)                                        | KNA                                        | 2024      | Plus de 7 000 | Shwe Kokko                                                                                                 | État de Kayin | | • Anciennement la Force de garde-frontière Karen • Composé d'anciens soldats de l'Armée bouddhiste démocratique Karen (en) et de la Force de paix karen • Allié à la junte |
| Armée nationale Kayan                                             | KNA                                        | 2024      | | | État de Kayah | Aile armée du Conseil exécutif intérimaire de l'État Karenni | |
| Organisation de défense nationale karen (en)                      | KND                                        | 1947      | Inconnu | Lay-Wah Manerplaw (jusqu'en 1995)                                                                          | État de Kayah État de Kayin | Affilié de l'Union nationale karen | • Signe des cessez-le-feu avec le gouvernement en 2012 et 2015 • Rompt son engagement envers l'accord national de cessez-le-feu en réponse au coup d'État de 2021 en Birmanie |
| Armée Karen de libération nationale                               | KNLA                                       | 1949      | 15 000 (en 2021) | Lay-Wah Manerplaw (jusqu'en 1995)                                                                          | État de Kayah État de Kayin Région de Tanintharyi                                                                                | • Aile armée de l'Union nationale karen • Membre du Conseil fédéral des nationalités unies (en) (UNFC) | Rompt son engagement envers l'accord national de cessez-le-feu en réponse au coup d'État de 2021 en Birmanie |
| Armée Karenni (en)                                                | KA                                         | 1949      | 1 500 (en 2012) | Nya Moe | État de Kayah | • Aile armée du Parti progressiste national Karenni • Membre du Conseil fédéral des nationalités unies (en) (UNFC) | • Signe des cessez-le-feu avec le gouvernement en 2005 et 2012 • Reprise des hostilités en réponse au coup d'État de 2021 en Birmanie |
| Front national de libération du peuple karenni                    | KNPLF                                      | 1978      | 2 000 | Pankan | État de Kayah | | • Se sépare de l'armée Karenni (en) • Signe un cessez-le-feu en 1989 et se convertit en Force de garde-frontière en 2009 • Fait défection aux forces anti-junte en juin 2023 |
| Force de défense des nationalités karenni                         | KNDF                                       | 2021      | Plus de 7 000 | Quartier général mobile                                                                                    | État de Kayah État shan État de Kayin Frontière entre la Birmanie et la Thaïlande                                                | | |
| Kanglei Yawol Kanna Lup (en)                                      | KYKL                                       | 1994      | Inconnu | Quartier général mobile                                                                                    | Région de Sagaing | Membre de CorCom | • Basé en Inde et opérant au Manipur • A des bases et est formé en Birmanie • Allié officieusement à la Tatmadaw |
| Parti communiste de Kangleipak (en)                               | KCP                                        | 1980      | Environ 112 (en 2012) | Quartier général mobile                                                                                    | Région de Sagaing | Membre de CorCom | • Basé en Inde et opérant au Manipur • A des bases et est formé en Birmanie • Allié officieusement à la Tatmadaw |
| Armée de la Nouvelle Terre de Kayan (en)                          | KNLP/A                                     | 1964      | 200-300 | Pekon (en)                                                                                                 | État de Kayah Sud de l'État shan                                                                                                 | Aile armée du Parti de la Nouvelle Terre de Kayan (en) | • Signe un accord de cessez-le-feu avec la Tatmadaw en 1994 • Bien qu'il aide les groupes de résistance, le KNLP/A est allié à la Tatmadaw |
| Armée de Kawthoolei                                               | KTLA                                       | 2022      | Inconnu | | État de Kayin | | Rompt avec l'Union nationale karen en juillet 2022 |
| Conseil de paix KNU/KNLA                                          | KPC                                        | 2007      | Plus de 500 (en 2024) | To-kawko (en)                                                                                              | État de Kayin | Non affilié à la KNU ou à la KNLA malgré son nom | |
| Armée nationale Kuki (en)                                         | KNA(B)                                     | 1988      | Plus de 200 (en 2016) | Quartier général mobile                                                                                    | État Chin Région de Sagaing | Branche armée de l'Organisation nationale Kuki (en) | Basé en Inde et opérant au Manipur |
| Armée nationale Kuki-Chin (en)                                    | KCNA                                       | 2017      | Inconnu | Quartier général mobile                                                                                    | État Chin État de Rakhine | Aile armée du Front national Kuki-Chin (en) | • Actif dans les Chittagong Hill Tracts au Bangladesh • Basée et formée en Birmanie |
| Union démocratique Lahu                                           | LDU                                        | 1973      | 1 500 (en 2024) | Loi Lan (en)                                                                                               | État shan | | • Signe l'Accord national de cessez-le-feu (NCA) en 2018, avec l'Armée de libération nationale Môn (en), • La faction anti-NCA rejoint le Comité représentant l'Assemblée de l'Union (CRPH) et le Gouvernement d'unité nationale (NUG) après le coup d'État de 2021 en Birmanie                            |
| Armée de libération nationale Môn (en)                            | MNLA                                       | 1958      | Plus de 1 000 (en 2024) | Ye Chaung Phya                                                                                             | État Môn Région de Tanintharyi État de Kayin                                                                                     | Branche armée du Parti du Nouvel État Môn (en) | Signe l'Accord national de cessez-le-feu en 2018, avec l'Union démocratique Lahu |
| Armée de libération nationale Môn (Dictature anti-militaire) (en) | MNLA-AMD                                   | 2024      | 300 | Inconnu | État Môn | Aile armée du Parti du Nouvel État Môn (Dictature anti-militaire) (en) | • Séparation du MNLA (en) le 14 février 2024 • Il rejoint les forces anti-junte après avoir quitté l'Accord national de cessez-le-feu |
| Armée de l'Alliance nationale démocratique de Birmanie            | MNDAA                                      | 1989      | 6 000 | Quartier général mobile                                                                                    | État shan (Kokang) | • Aile armée du Parti national pour la vérité et la justice de Birmanie (zh) • Membre de l'Alliance des Trois Fraternités • Membre de l'Alliance du Nord • Membre du Comité fédéral de négociation et de consultation politique (en) | • Se sépare du Parti communiste birman après sa dissolution • Gouverne la zone auto-administrée de Kokang (en) et la région spéciale 1 de l'État shan |
| Armée nationale révolutionnaire de Birmanie (en)                  | MRDA                                       | 2022      | Plus de 1 000 | Pale (en)                                                                                                  | Région de Sagaing | | Anciennement connue sous le nom d'Armée du dragon royal de Birmanie |
| Armée de l'Alliance Nationale Démocratique (en)                   | NDAA                                       | 1989      | 3 000–4 000 (en 2016) | Mong La (en)                                                                                               | État shan | Membre du Comité fédéral de négociation et de consultation politique (en) | Se sépare du Parti communiste birman après sa dissolution |
| Armée de libération nationale (en)                                | NLA                                        | 2023      | Inconnu | Canton de Tamu (en)                                                                                        | Région de Sagaing (canton de Tamu)                                                                                               | | Ancien bataillon PDF Tamu 3 |
| Conseil national-socialiste du Nagaland (en)                      | • NSCN-K • NSCN-K-AM • NSCN-K-YA • NSCN-IM | 1980      | Moins de 500 (en 2016) | Taga, dans la région de Sagaing (Birmanie) (jusqu'en 2019) Camp Hébron, district de Peren, Nagaland (Inde) | Région de Sagaing (zone auto-administrée de Naga (en)) Frontière entre l'Inde et la Birmanie                                     | Membre de l'UNLFWSEA | • Basé en Inde et opère principalement dans le nord-est de l'Inde • Signe un accord de cessez-le-feu avec l'Inde en 2001 et avec la Birmanie en 2012 • Se compose de plusieurs factions |
| Force de défense du nord de l'État shan (en)                      | NSSDF                                      | 2021      | | | État shan | | |
| Nouvelle armée démocratique – Kachin (en)                         | NDA-K KBGF                                 | 1989      | 700 (à son apogée) | Pangwa | État kachin | | Signe un accord de cessez-le-feu avec le gouvernement en 1989 et se transforme en forces de garde-frontières en 2009 |
| Armée nationale Pa-O                                              | PNA                                        | 1949      | 4 000 (en 2023) | Taunggyi                                                                                                   | État shan | Branche armée de l'Organisation nationale Pa-O (en) | • Régit la zone auto-administrée Pa-O (en) • Signe un cessez-le-feu avec le gouvernement en 1991 et se dissout en 2009 • Se rétablit après le coup d'État de 2021 en Birmanie |
| Armée de libération nationale Pa-O                                | PNLA                                       | 2009      | Plus de 1 000 (en 2024) | Camp Laybwer                                                                                               | État shan Frontière entre la Birmanie et la Thaïlande                                                                            | Branche armée de l'Organisation de libération nationale Pa-O | Se divise en une faction pro-junte et anti-junte en janvier 2024 |
| Forces de défense du peuple                                       | PDF                                        | 2021      | 100 000 (estimation en 2024) | | | Aile armée du Gouvernement d'unité nationale (NUG) | • Formées en mai 2021 après le coup d'État de 2021 en Birmanie • Elles se composent de plusieurs groupes de résistance locaux et d'autres milices ethniques anti-junte nouvellement formées, telles que la Force de défense du peuple Karenni et la Force de défense du Chinland.                          |
| Force de défense du peuple (Kalay)                                | PDF (Kalay)                                | 2021      | Inconnu | Kalay | Région de Sagaing | Membre des Forces de défense du peuple | |
| Armée populaire de libération                                     | PLA                                        | 2021      | Inconnu | | | Aile armée du Parti communiste birman | Le Parti communiste birman se réarme et annonce la création de sa nouvelle branche armée, l'Armée populaire de libération, fin 2021, |
| Armée populaire de libération du Manipur                          | PLAM                                       | 1978      | 3 800 (en 2008) | Manipur | Région de Sagaing État Chin | Membre de CorCom | • Basé en Inde et opérant au Manipur • Allié officieusement à la Tatmadaw |
| Alliance de la révolution populaire (Magway) (en)                 | PRA (Magway)                               | 2021      | Inconnu | Quartier général mobile                                                                                    | Région de Magway Frontière entre l'Inde et la Birmanie                                                                           | | |
| Parti révolutionnaire du peuple de Kangleipak (en)                | PREPAK                                     | 1977      | Environ 200 (en 2012) | Quartier général mobile                                                                                    | Région de Sagaing | Membre de CorCom | • Basé en Inde et opérant au Manipur • A des bases et est formé en Birmanie • Allié officieusement à la Tatmadaw |
| Organisation de solidarité avec les rohingyas (en)                | RSO                                        | 1982      | Inconnu | | État de Rakhine Frontière entre le Bangladesh et la Birmanie                                                                     | | • Principalement actif dans les années 1990, militairement dissous en 1998 • Selon la Tatmadaw, il aurait des liens avec les talibans et Al-Qaïda au début des années 2000 • Rétabli après le coup d'État de 2021 en Birmanie • Accusé d'être allié à la Tatmadaw                                          |
| Armée des nationalités Shanni (en)                                | SNA                                        | 2016      | Plus de 1 000 (en 2019) | Quartier général mobile                                                                                    | État kachin | | Alliés à l'Armée de l'État shan (RCSS) (en) et à la Tatmadaw |
| Armée de l'État shan (SSPP) (en)                                  | SSPP/SSA                                   | 1971      | 10 000 (en 2023) | Wan Hai | État shan | • Branche armée du Parti du progrès de l'État shan • Membre du Conseil fédéral des nationalités unies (en) (UNFC) • Membre du Comité fédéral de négociation et de consultation politique (en)                                        | Signe un cessez-le-feu avec l'armée tamoule |
| Armée de l'État shan (RCSS) (en)                                  | RCSS/SSA                                   | 1996      | 8 000 (en 2024) | Loi Tai Leng (en)                                                                                          | État shan Frontière entre la Birmanie et la Thaïlande                                                                            | • Branche armée du Conseil de restauration de l'État shan • Membre du Congrès de l'État shan | Se sépare de l'Armée Mong Tai en 1995 |
| Milice populaire de Wuyang (en)                                   | LEM/LNDP                                   | 2013      | 100 (en 2022) | Myitkyina                                                                                                  | État kachin | Aile armée du Parti national du développement Lisu (en) (LNDP) | • Allié à la Tatmadaw • Milice populaire créée par le LNDP • Le chef de milice U Shwe Min est tué le 7 mars 2024 |
| Force armée étudiante                                             | SAF                                        | 2021      | Inconnu | Quartier général mobile                                                                                    | | | |
| Armée de libération nationale Ta'ang                              | TNLA                                       | 1992      | 8 000 à 10 000 (en 2024) | Quartier général mobile                                                                                    | État shan | • Membre du Conseil fédéral des nationalités unies (en) (UNFC) • Membre de l'Alliance des Trois Fraternités • Membre de l'Alliance du Nord • Membre du Comité fédéral de négociation et de consultation politique (en)               | Gouverne la zone auto-administrée de Pa Laung (en) |
| Front uni de libération de l'Assam                                | ULFA-I                                     | 1979      | 200 (en 2024) | Taga, dans la région de Sagaing (jusqu'en 2019)                                                            | Région de Sagaing Frontière entre l'Inde et la Birmanie Frontière entre la Chine et la Birmanie                                  | Membre de l'UNLFWSEA | • Basé en Inde et opérant dans l'Assam • La faction pro-trêve se dissout en 2023 après la signature d'un accord de paix avec le gouvernement indien |
| Front uni de libération nationale (en)                            | FNUL                                       | 1964      | 2 000 | Manipur | État Chin Région de Sagaing Frontière entre l'Inde et la Birmanie                                                                | Membre de CorCom | • Basé en Inde et opéré au Manipur • Signe un accord de cessez-le-feu avec le gouvernement indien en 2023 |
| United Wa State Army                                              | UWSA                                       | 1989      | 25 000 (en 2015) | Pangkham (en)                                                                                              | État shan | • Aile armée du Parti uni de l'État Wa (en) • Membre du Comité fédéral de négociation et de consultation politique (en) | Gouverne la division auto-administrée de Wa (en) (État Wa) |
| Armée nationale wa                                                | WNA                                        | 1969      | 200 (en 1998) | Homein (en)                                                                                                | État shan | • Branche armée de l'Organisation nationale wa (en) • Membre du Conseil fédéral des nationalités unies (en) (UNFC) | Signe un accord de paix avec le gouvernement en août 1997 |
| Armée révolutionnaire Zomi (en)                                   | ZRA-CE                                     | 1997      | 3 000 (en 2016) | Churachandpur                                                                                              | État Chin Frontière entre l'Inde et la Birmanie                                                                                  | Aile armée de l'Organisation révolutionnaire Zomi | • Basé en Inde et opérant au Manipur et au Mizoram • Signe un cessez-le-feu avec l'Inde en 2005 • Accusé d'être allié à la Tatmadaw |

## Anciennes organisations ethniques armées
| Nom                                          | Abréviation | Fondation | Dissolution | Force                | Quartier général                                | Emplacement                                                  | Affiliations                                                                 | Remarques |
| -------------------------------------------- | ----------- | --------- | ----------- | -------------------- | ----------------------------------------------- | ------------------------------------------------------------ | ---------------------------------------------------------------------------- | --- |
| Front islamique des rohingyas d'Arakan (en)  | ARIF        | 1986      | 1998        | Inconnu              | Quartier général mobile                         | État de Rakhine Frontière entre le Bangladesh et la Birmanie |                                                                              | |
| Front démocratique national de Bodoland      | NDFB        | 1986      | 2020        | Plus de 3 000        | Taga, dans la région de Sagaing (jusqu'en 2019) | Région de Sagaing Frontière entre l'Inde et la Birmanie      | Membre de l'UNLFWSEA                                                         | • Basé en Inde et opérant en Assam et en Arunachal Pradesh • Se dissout en 2020 après la signature d'un accord de paix avec le gouvernement indien après s'être divisé en plusieurs factions |
| Parti communiste d'Arakan (en)               | CPA         | 1962      | 2004        | Inconnu              | Quartier général mobile                         | État de Rakhine                                              |                                                                              | Se sépare du Parti communiste du drapeau rouge (en) |
| Parti communiste birman                      | CPB         | 1939      | 1989        | 6 000                | Pangkham (en) (jusqu'en 1989)                   | État shan                                                    |                                                                              | Aile armée dissoute en 1989 |
| Armée bouddhiste démocratique karen (en)     | DKBA        | 1994      | 2010        | Moins de 5 000       | Quartier général mobile                         | État de Kayin                                                |                                                                              | • Signe un accord de cessez-le-feu peu après sa formation en 1994 et se dissout en 2010 • Se sépare de l'Union nationale karen                                                               |
| Armée de Dieu (en)                           |             | 1997      | 2006        | 500                  | Quartier général mobile                         | Frontière entre la Birmanie et la Thaïlande                  |                                                                              | Capitule auprès des forces gouvernementales en 2006 |
| Armée de défense de la région de Mongko (en) | MRDA        | 1995,     | 2000        | Inconnu              | Mongko (en)                                     | État shan Frontière entre la Chine et la Birmanie            |                                                                              | Se sépare de l'Armée de l'Alliance nationale démocratique de Birmanie |
| Mong Taï Army                                | MTA         | 1985      | 1996        | 20 000               | Homein (en)                                     | État shan Frontière entre la Birmanie et la Thaïlande        |                                                                              | Capitule auprès du gouvernement en 1996 |
| Armée de restauration de Monland (en)        | ARM         | 2001      | 2012        | 100-300,             | Sangkhla Buri                                   | État Môn Région de Tanintharyi                               | Aile armée du Parti de la restauration de Hongsawatoi                        | Capitule auprès des forces gouvernementales en 2012 |
| Moudjahid                                    |             | 1947      | 1954        | 2 000                | Mayu                                            | État de Rakhine                                              |                                                                              | La majorité des combattants se rendent au gouvernement à la fin des années 1950 et au début des années 1960                                                                                  |
| Parti communiste du drapeau rouge (en)       | RFCP        | 1948      | 1978        | 500                  | Quartier général mobile                         | État shan                                                    |                                                                              | Se sépare du Parti communiste birman |
| Parti de libération des rohingyas (en)       | RLP         | 1972      | 1974        | 800-2 500            | Quartier général mobile                         | État de Rakhine                                              |                                                                              | Les insurgés fuient vers le Bangladesh après une opération militaire massive menée par le gouvernement en juillet 1974                                                                       |
| Armée nationale rohingya (en)                | ARN         | 1998      | 2001        | Inconnu              | Cox's Bazar                                     | État de Rakhine Frontière entre le Bangladesh et la Birmanie | Branche armée de l'Organisation nationale des rohingyas d'Arakan (en) (ARNO) | |
| Front patriotique des rohingyas (en)         | FPR         | 1974      | Années 1980 | 70                   | Quartier général mobile                         | État de Rakhine                                              |                                                                              | |
| Armée de l'État shan (en)                    | SSA         | 1964      | 1976        | 1 500                | Quartier général mobile                         | État shan                                                    |                                                                              | • Constitue la base de l'Armée de l'État shan - Nord (en) et de l'Armée de l'État shan - Sud (en) • Combat également d'autres groupes insurgés tels que le Parti communiste birman           |
| Armée nationale de l'État shan (en)          | SSNA        | 1995      | 2005        | 8 000 (à son apogée) | Hsipaw                                          | État shan                                                    |                                                                              | Fusionne avec l'Armée de l'État shan - Sud (en) en 2005 |
| Armée révolutionnaire unie shan (en)         | SURA        | 1960      | 1996        | Inconnu              | Homein (en)                                     | État shan Frontière entre la Birmanie et la Thaïlande        |                                                                              | • La majorité de ses membres se rendent au gouvernement en 1996 • 800 insurgés sous le commandement de Yawd Serk (en) forment l'Armée de l'État shan - Sud (en)                              |
| Vigoureux étudiants birmans guerriers (en)   | VBSW        | 1999      | 2013        | Inconnu              | Quartier général mobile                         | Frontière entre la Birmanie et la Thaïlande                  |                                                                              | • Aucune activité insurrectionnelle ou terroriste n'est attribuée au VBSW depuis 2013 • Il devient célèbre lors du siège du consulat birman (en) à Bangkok, en Thaïlande, en octobre 1999    |

## Coalitions
| Nom                                                              | Abréviation | Fondation | Quartier général                                | Membres | Remarques |
| ---------------------------------------------------------------- | ----------- | --------- | ----------------------------------------------- | --- | --- |
| Armée fédérale de l'Union (en)                                   | FUA         | 2011      | Chiang Mai                                      | Armée d'Arakan Armée Karenni (en) Union démocratique Lahu Parti du Nouvel État Môn (en) Armée de l'État shan (SSPP) (en) | Aile armée du Conseil fédéral des nationalités unies (en)                                                                                       |
| Alliance du Nord                                                 | NA-B        | 2016      | Laiza                                           | Armée d'Arakan Armée pour l'indépendance kachin Armée de l'Alliance nationale démocratique de Birmanie Armée de libération nationale Ta'ang | Les quatre membres de l'Alliance du Nord sont également membres du Comité fédéral de négociation et de consultation politique (en)              |
| Alliance des Trois Fraternités                                   | 3BA         | 2019      |                                                 | Armée d'Arakan Armée de l'Alliance nationale démocratique de Birmanie Armée de libération nationale Ta'ang | |
| Conseil du Chinland                                              | CC          | 2023      | Camp Victoria (en)                              | Armée nationale Chin Force de défense du Chinland - Hakha (en) Force de défense du Chinland - Paletwa Force de défense du Chinland - Matupi (en) (Brigade 2) Force de défense du Chinland - Thantlang (en) Force de défense du Chinland - Mara (en) Force de défense du Chinland – Zanniat (en) Force de défense du Chinland - Zotung (en) Force de défense du Chinland - Zophei (en) Force de défense du Chinland - Lautu (en) Force de défense du Chinland - Senthang (en) Force de défense du Chinland - Tonzang (en) Force de défense du Chinland - Hualngoram Force de défense du Chinland - Sizang (en) Force de défense du Chinland - KKG Force de défense du Chinland - Daai (en) Force de défense du Chinland - Asho de Chin (en) | Créé en tant qu'armée et organe directeur de l'État du Chinland                                                                                 |
| Confrérie Chin                                                   | CB          | 2023      |                                                 | Force de défense nationale Chin Force de défense du Chinland - Kanpetlet (en) Force de défense du Chinland - Matupi (en) (Brigade 1) Force de défense du Chinland - Mindat (en) Force de défense du Maraland Forces de défense de Zoland | Alliance politique et militaire de plusieurs groupes de résistance chin créée en signe de protestation contre la création de l'État du Chinland |
| Front national uni de libération de l'Asie du Sud-Est occidental | FNUFW       | 2015      | Taga, dans la région de Sagaing (jusqu'en 2019) | Front uni de libération de l'Assam Conseil national-socialiste du Nagaland-Khaplang (en) Organisation de libération du Kamtapur Front démocratique national de Bodoland | Alliance de plusieurs groupes séparatistes du nord-est de l'Inde actifs en Birmanie                                                             |
| Comité de coordination                                           | CorCom      | 2011      |                                                 | Parti communiste de Kangleipak (en) Kanglei Yawol Kanna Lup (en) Parti révolutionnaire du peuple de Kangleipak (en) Armée populaire de libération du Manipur Front uni de libération nationale (en) | Alliance de plusieurs groupes séparatistes majoritairement Meitei actifs dans le nord-est de l'Inde avec des bases en Birmanie                  |
| Coalition 4K                                                     |             | 2023      |                                                 | Armée Karen de libération nationale Armée Karenni (en) Front national de libération du peuple karenni Force de défense des nationalités karenni | Alliance des organisations rebelles des ethnies karen et karenni                                                                                |
| Alliance des 7 OEA                                               |             | 2024      |                                                 | Conseil de restauration de l'État shan Parti du Nouvel État Môn (en) Parti de libération de l'Arakan (en) Organisation de libération nationale Pa-O Union démocratique Lahu Armée de bienfaisance démocrate karen (en) Conseil de paix KNU/KNLA | Alliance des signataires de l'Accord national de cessez-le-feu,                                                                                 |
| Colonne commune de Ramanya                                       |             | 2024      |                                                 | Armée de libération nationale Môn (Dictature anti-militaire) (en) Armée de libération Môn Force révolutionnaire de l'État Môn Force de défense de l'État Môn | Alliance des organisations rebelles des ethnies môns                                                                                            |
| Alliance des Quatre Frères                                       |             | 2025      |                                                 | Organisation de solidarité avec les rohingyas (en) Armée du salut des Rohingya de l'Arakan Rohingya Islami Mahaz (en) Armée des rohingyas d'Arakan | Alliance des organisations rebelles rohingyas                                                                                                   |